# Tequilakrisen
Tequilakrisen, eller mexikanska pesokrisen, var en valutakris som inträffade i Mexiko 1994–1995, till följd av att den mexikanska peson devalverades i december 1994.
Till följd av att landets valutareserver börjat sjunka kraftigt höjde Mexikos centralbank den övre gränsen för pesons växelkurs med 15 procent den 20 december 1994, vilket ledde till att 4,6 miljarder dollar, motsvarande halva landets valutareserver, flydde utomlands på två dagar. För att förhindra en mexikansk statskonkurs bidrog USA med ett räddningspaket på 20 miljarder dollar, på villkoren att landets räntesatser hölls nere, att de statliga utgifterna minskade, och att privatiseringen ökade och marknadsekonomin utvecklades.